# Shell Transport and Trading Company Ltd

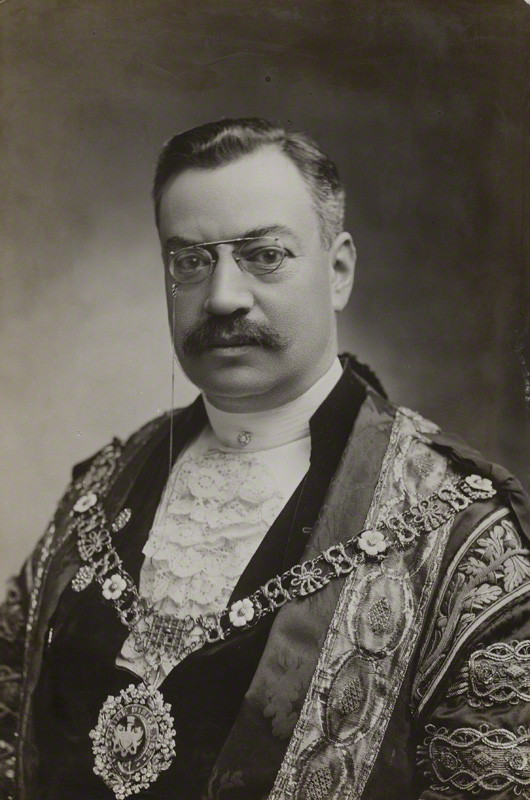
Sir Marcus Samuel (1853-1927) (ca. 1902)

Shell Transport and Trading Company Ltd. ook bekend als Shell Transport and Trading is een op 18 oktober in 1897 in het Engeland opgerichte handels- en transportmaatschappij door de gebroeders Marcus en Samuel Samuel.

## Geschiedenis

### Marcus Samuel & Co.
Al in 1878 handelde Marcus Samuel onder de firma Marcus Samuel & Co. Hij betrok zijn goederen zoals schelpen, rijst, suiker en thee voornamelijk uit Japan en Hongkong in het Verre Oosten. Zijn broer Samuel reisde ook naar het oosten en raakte betrokken in de handel van steenkool en lampolie.

### Bnito
Marcus werd tijdens de tweede helft van de jaren 1880 benaderd door Fred Lane, de Londense agent van de Parijse scheepsmakelaars Lane & Macandrew. Lane vertegenwoordigde ook de Rothschild familie. Lane stelde voor dat de firma Marcus Samuel & Co. ook lampolie in hun handel zou opnemen. Door de handel in lampolie raakte de firma betrokken bij de in 1883 door Alphonse James de Rothschild gekochte oliemaatschappij Bnito in Zuid-Rusland. Deze oliehandel zocht nieuwe afzetkanalen voor het Verre Oosten.
In december 1891 werd Marcus Samuel & Co. de exclusieve agent voor de verkoop ten oosten van het Suezkanaal. De eerste lading olie (in blikken) arriveerde in augustus van dat jaar in Singapore.

### Murex
Omdat de transportkosten bijzonder hoog waren, de olie werd in blikken naar het oosten vervoerd en het olietransport met een tanker was door het Suezkanaal verboden, liet Marcus Samuel & Co. een nieuwe tanker ontwerpen. Met deze 3564 bruto ton op de scheepswerf van William Gray & Company in West Hartlepool gebouwde tanker, de Murex, verkregen ze wel toestemming. In 1892, met 5000 ton Russische olie, maakte de Murex op weg naar Thailand als eerste bulkolietanker de reis door het Suezkanaal.
Tussen 1892 en 1895 liet Marcus Samuel & Co. acht olietankers bouwen en werd daardoor een van de belangrijkste klanten van de scheepswerf William Gray & Company.

### Tank Syndicate
In 1893 richtten de gebroeders Samuel met Fred Lane, de Londense agent van De Rothschilds en andere Aziatische handelshuizen de Tank Syndicate op, dat in 1897 resulteerde in de oprichting van de Shell Transport and Trading..

### Koninklijke Olie
De op 16 juni 1890 door August Kessler, Henri Deterding en Jhr Hugo Loudon opgerichte N.V. Koninklijke Nederlandsche Maatschappij tot Exploitatie van Petroleumbronnen in Nederlandsch-Indië ook bekend als de Koninklijke Olie zocht meer en meer toenadering met de Shell Transport and Trading en besloot om te gaan samen te werken.

## Oprichting
Het Tank Syndicate voor het runnen van de kerosinehandel, en om de oliebelangen veilig te stellen van Marcus Samuel & Co. werd in 1897 de Shell Transport and Trading Company Ltd. opgericht. Haar managers Marcus Samuel & Co. behielden een meerderheidsaandeel in het bedrijf.

### Anglo Saxon Petroleum Company
Rond 1898 werd de Anglo Saxon Petroleum Company opgericht die verantwoordelijk werd voor de schepen van Shell Transport and Trading.

### Asiatic Petrolum Company
Met de familie Rothschild en de Koninklijke Olie als partners verkreeg de Shell Transport and Trading in 1903 een derde van de aandelen in handen van de Asiatic Petrolum Company.

### Koninklijk Olie/Shell Groep
In 1907 gingen de Shell Transport and Trading en de Koninklijke Olie een zeer nauwe samenwerking aan, zonder echter volledig te fuseren.
Het Britse Shell Transport and Trading kreeg een belang van 40% en de Koninklijke Olie van 60% in de nieuwe Koninklijke Olie/Shell Groep. De aandelen van de beide moedermaatschappijen werden nog altijd gescheiden verhandeld en het bedrijf had een bedrijfsstructuur met twee hoofdkantoren: een in Den Haag en een in Londen, waarbij het kantoor in Den Haag werd gezien als belangrijker.
In 1908 bracht Shell Transport and Trading al haar activa onder in de Anglo Saxon Petroleum Company. De aandelen van de Koninklijke Olie werden ondergebracht in de N.V. Bataafsche Petroleum Maatschappij. De Rothschilds bleven 33 procent van de Asiatic Petrolum Company aandelen houden.
Na de fusie bleef de Anglo Saxon Petroleum Company verantwoordelijk voor opslag en transport toen de Bataafsche Petroleum Maatschappij werd opgericht om de petroleumactiviteiten (exploratie, productie en fabricage) van de Koninklijke Olie en de Shell Transport and Trading over te nemen.
De Asiatic Petrolum Company bleef verantwoordelijk voor de marketing van de handel in bijproducten van de olie. In hetzelfde jaar nog werd de Anglo Saxon Petroleum Company opgenomen in Koninklijk Olie/Shell Groep.
In 1911 verkocht de Rothschild familie alle Russische oliebelangen aan de Koninklijk Olie/Shell Groep, waarbij de familie Rothschild in aandelen betaald kreeg en daardoor een belangrijke aandeelhouder werden in de Koninklijk Olie/Shell Groep.

### Dordtsche Petroleum Maatschappij
De Dordtsche Maatschappij tot opsporen en exploiteren van oliebronnen op Java werd in 1887 door Adriaan Stoop, een mijnbouwkundige opgericht. In 1890 werd deze maatschappij hernoemd tot Dordtsche Petroleum Maatschappij. Het hoofdkantoor van deze maatschappij stond in Soerabaja. In 1896 bracht Adriaan Stoop de Dordtsche Petroleum Maatschappij naar de beurs om het kapitaal te vergroten en het bedrijf verder uit te breiden. Er werd een nieuwe onderneming opgericht, de Dordtsche Petroleum-Industrie Maatschappij. Via een ruil van aandelen in 1911 werd de Dordtsche Petroleum-Industrie Maatschappij overgenomen door Koninklijk Olie/Shell Groep, die daardoor de beschikking kreeg over een aantal oliebronnen op Java.

### Laboratorium van de Bataafsche Petroleum Maatschappij Amsterdam
In 1914 werd op het terrein van de Dordtsche Petroleum Maatschappij het Laboratorium van de Bataafsche Petroleum Maatschappij Amsterdam (LBPMA) opgericht.
Het laboratorium werd in 1949 hernoemd tot Koninklijke/Shell Laboratorium Amsterdam (KSLA).

### Shell-Mex and BP

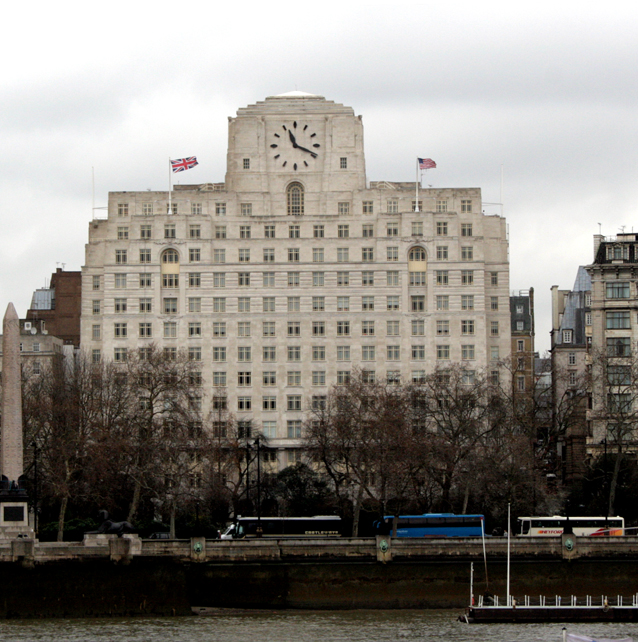
Shell-Mex and BP House

In 1932 werd de Shell-Mex and BP Ltd opgericht. Deze Britse joint venture tussen de Koninklijk Olie/Shell Groep en British Petroleum werd deels als reactie op de moeilijke economische omstandigheden van die tijd opgericht en beide bedrijven besloten hun marketingactiviteiten in het Verenigd Koninkrijk samen te voegen.
In 1935 werd voor Shell-Mex and BP het Shell-Mex House op het Strand 80 in Londen gebouwd. Tijdens de oorlog was het het hoofdkwartier van de Petroleum-directie. Toen Shell-Mex en BP in 1975 uit elkaar gingen, werd het gebouw het hoofdkantoor van het Britse bedrijf van de Koninklijk Olie/Shell Groep. Het gebouw is medio jaren negentig door Shell verkocht. Shell huurt nu nog slechts een klein gedeelte in het gebouw.

### Royal Dutch Shell
Op 20 juli 2005, na het Schandaal omtrent oliereserves fuseerden de Koninklijk Olie/Shell Groep in de Royal Dutch Shell-plc, waarvan 60% van de aandelen voor aandeelhouders van Koninklijke Olie zijn en 40% voor de aandeelhouders van Shell Transport and Trading.

### Shell
Op 15 november 2021 heeft het bestuur van Royal Dutch Shell een voorstel aangekondigd om de aandelenstructuur van de vennootschap te vereenvoudigen. Waarbij als doel is de snelheid en flexibiliteit van kapitaal- en portfoliotransacties te vergroten.
- citaat Sir Andrew Mackenzie: "De vereenvoudiging normaliseert onze aandelenstructuur onder de fiscale en juridische regelgeving van één enkel land en maakt ons concurrerender. Hierdoor is Shell beter gepositioneerd om kansen te grijpen en een leidende rol te spelen in de energietransitie. De leden van het bestuur van Shell bevelen unaniem aan om vóór de voorgestelde wijzigingen van de statuten van Shell te stemmen.”

Ofschoon het predicaat Koninklijke al meer dan 130 jaar een bron van immense trots en eer is, verwacht de Royal Dutch Shell na de voorgestelde wijziging niet langer te voldoen aan de voorwaarden voor het dragen van het predicaat. Het bestuur wil dan ook na goedkeuring door de aandeelhouders, de naam van de vennootschap wijzigen van Royal Dutch Shell plc in Shell plc.